# 若阿纳
若阿纳（法語：Joannas）是法国阿尔代什省的一个市镇，属于拉尔让蒂埃区（Largentière）拉尔让蒂埃县（Largentière）。该市镇2009年时的人口为302人。

## 人口
若阿纳人口变化图示
| 数据来源：INSEE |